# Siegfried Krezdorn
Siegfried Krezdorn (* 11. November 1914 in Schussenried; † 12. Oktober 1982 ebenda) war ein deutscher Historiker, Politiker (CDU) und Bürgermeister der Stadt Bad Waldsee.

## Leben
Siegfried Krezdorn war das dritte Kind des Geometers und Vermessungsrates Albert Krezdorn und seiner Ehefrau Karoline (geb. Wendelstein). Er verbrachte die Grundschulzeit in Schussenried und Kisslegg, dem Wohnort seiner Großeltern mütterlicherseits. Nach der Mittleren Reife an der Schussenrieder Realschule begann er eine kaufmännische Lehre bei den Käsereien in Dürren. Später erwarb er das Reifezeugnis an der Höheren Handelsschule in Ravensburg.  
Zunächst studierte er in Königsberg Rechtswissenschaft, später an der Universität Frankfurt Volkswirtschaft. Das Studium schloss er 1939 mit einer Doktorarbeit ab. Ein anschließendes Maschinenbaustudium endete 1941 mit der Einberufung zum Wehrdienst. Im Zweiten Weltkrieg erlitt er schwere Kopfverletzungen sowie eine Hirnhautentzündung.
Nach Kriegsende begann 1945 Krezdorns politische Karriere. Er arbeitete zunächst im Schussenrieder Rathaus und trat im Dezember 1948 sein Bürgermeisteramt in Waldsee an. Die Einweihung der dortigen Bauernschule war ein Höhepunkt seiner dortigen Tätigkeit. 
Im Oktober 1951 verunglückte Siegfried Krezdorn bei einem Verkehrsunfall schwer und musste in der Folge sein Amt als Bürgermeister aufgeben.
In seinen Elternhaus in Schussenried fand er pflegerische und ideelle Unterstützung durch seine Schwestern und konnte seine Berufung als Historiker vertiefen. Seine Schwester Gertrud Kasper tippte seine Manuskripte auf der Schreibmaschine.
Seine wissenschaftlichen Veröffentlichungen umfassen mehr als 200 Titel, darunter Werke über die Landesgeschichte Oberschwabens, des Hegaus, Hohenzollern und Tirol.
Auch als Hörfunkautor machte er sich einen Namen.
Für den Landkreis Biberach verfasste er Heimatbücher über Dettingen an der Iller und Schemmerhofen.
Im Jahr 1977 wurde Siegfried Krezdorn die Verdienstmedaille des Landes Baden-Württemberg verliehen.
Siegfried Krezdorn starb am 12. Oktober 1982 wenige Wochen vor Vollendung seines 68. Lebensjahres in Schussenried.

## Werke (Auswahl)
- mit Johannes Maier: Die Geschichte des Ortes Inneringen. Gemeindeverwaltung, Inneringen 1966 (d-nb.info).
- Gemeinde Dettingen an d. Iller (Hrsg.): 1100 [Elfhundert] Jahre Dettingen an der Iller. Vom reichsritterschaftl. Bauerndorf zur modernen Landgemeinde. Thorbecke, Sigmaringen 1976, ISBN 978-3-7995-1062-2.
- mit Adolf Schahl: Schemmerhofen : Alberweiler, Altheim, Assmannshardt, Aufhofen, Ingerkingen, Langenschemmern, Schemmerberg. Bildband; Abb. nach Aufnahmen von Otto Kasper. Thorbecke, Sigmaringen 1980, ISBN 978-3-7995-1065-3.
- Paul Anselm Franz Beck - ein bedeutender Landeshistoriker Oberschwabens. Federsee-Verlag Sandmaier, Bad Buchau 1982 (d-nb.info).